# Athens Challenger 1981
L'Athens Challenger 1981 è stato un torneo di tennis facente parte della categoria ATP Challenger Series nell'ambito dell'ATP Challenger Series 1981. Il torneo si è giocato a Atene in Grecia dal 29 settembre al 5 ottobre 1981 su campi in terra rossa.

## Vincitori

### Singolare
Vincent Van Patten ha battuto in finale  Zoltán Kuhárszky con il punteggio di 7–5, 6–4

### Doppio
Vincent Van Patten /  Nels Van Patten hanno battuto in finale  Nanad Ilekovlc /  George Kalovelonis con il punteggio di 7–6, 7–6